# Station Wiewiecko
Station Wiewiecko is een spoorwegstation in de Poolse plaats Wiewiecko.